# 龍岩浦駅
龍岩浦駅（リョンアンポえき、りゅうがんほえき）は朝鮮民主主義人民共和国平安北道龍川郡に位置する朝鮮民主主義人民共和国鉄道省多獅島線の駅である。南北朝鮮で最西端の鉄道駅である。

## 隣の駅
朝鮮民主主義人民共和国鉄道省
多獅島線
北中駅 - 龍岩浦駅 - 信井里駅